# Combinaison anti-g
 (février 2025).
Si vous disposez d'ouvrages ou d'articles de référence ou si vous connaissez des sites web de qualité traitant du thème abordé ici, merci de compléter l'article en donnant les références utiles à sa vérifiabilité et en les liant à la section « Notes et références ».

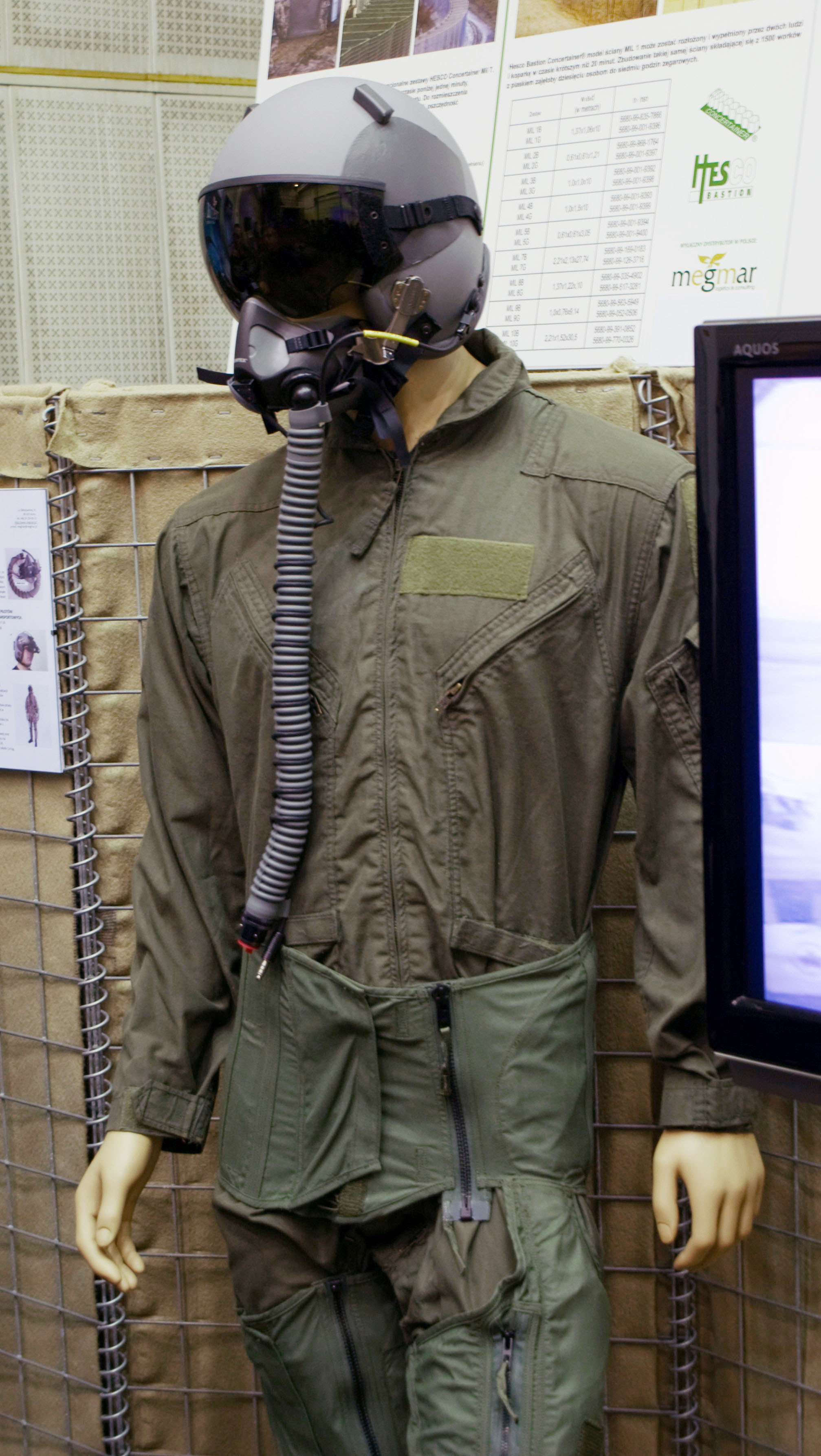
Combinaison anti-g MSF830.

Une combinaison anti-g est un vêtement spécial utilisé principalement par les pilotes de chasse et les astronautes, destiné à empêcher l'apparition du phénomène appelé voile noir, constaté dès la Première Guerre mondiale au cours des combats aériens. 
Les puissances et manœuvrabilités des aéronefs augmentant rapidement, il devint vite indispensable de protéger les pilotes pour leur permettre d'effectuer des manœuvres aériennes induisant des facteurs de charge très élevés. La combinaison anti-g permet aux pilotes de chasse de résister jusqu'à 9 g (positif c'est-à-dire renvoyer le sang dans le cerveau) afin d'empêcher la perte de connaissance.

## Historique
En 1942, la Luftwaffe doit faire face à l'hypothermie critique des aviateurs abattus au-dessus de la mer et de soldats du front de l'Est lors de l'hiver russe. Dans le camp de concentration de Dachau, le médecin SS Sigmund Rascher, qui a mis au point un anticoagulant en fait inventé par un détenu, Robert Feix, travaille sur les phénomènes de haute altitude et de froid extrême. Il mène des expériences mortelles sur des déportés placés nus dans de l'eau glaciale. L'objectif est de déterminer les limites de la résistance physique humaine et trouver des moyens d'améliorer les conditions de combat. Si Rascher ne développe rien dans ce domaine, ses observations permirent de mettre au point la combinaison anti-g[réf. nécessaire].
Officiellement, le principe de la combinaison anti-g a été attribué en 1941 au Canadien Wilbur R. Franks de Toronto. Plusieurs scientifiques ont contribué à son perfectionnement parmi lesquels les neurophysiologistes américains Edward Howard Lambert et Forrest Morton Bird.
En 1975, une étude est réalisée pour comparer les différentes capacités des combinaisons.

## Principe de fonctionnement
Au départ, le vêtement anti-g consistait en un simple sanglage serré de la partie inférieure du corps (cuisses en particulier) pour éviter que le sang ne s'y accumule, car c'est cette accumulation qui provoque une mauvaise irrigation du cerveau, qui conduit à une perte de connaissance.
Une autre technique consiste à pressuriser le corps à l'aide d'air comprimé.
La physiologie du réseau sanguin de la girafe, qui doit refouler le sang à plusieurs mètres de hauteur, a servi de modèle à sa conception. 
Le fonctionnement des combinaisons modernes développées entre autres en Allemagne sous l'appellation Libelle (« libellule » en allemand) est inspiré de  ces insectes dont le vol très saccadé fait subir au corps des accélérations pouvant atteindre 30 g.
La combinaison contient un liquide circulant librement et venant comprimer les parties basses du corps. Un pilote équipé et entraîné peut ainsi résister à des accélérations de 10 g avant de perdre connaissance.